# Ильина, Наталья Олеговна
Наталья Олеговна Ильина (27 августа 2001) — российская тяжелоатлетка. Бронзовый призёр чемпионата России 2025 года в категории до 59 кг. Мастер спорта России.

## Биография
Родилась 27 августа 2001 года. Спортивную карьеру в тяжёлой атлетике начала в Таганроге Ростовской области. Позже переехала в Ханты-Мансийский автономный округ и стала выступать за команду из Сургута.
8 октября 2018 года спортсменке присвоено звание «Мастер спорта России».
В 2023 году на Кубке России в весовой категории до 59 кг стала обладателем серебряной медали с результатом 188 кг по сумме двоеборья. В этом же году стала победителем первенства России среди юниорок в категории до 59 кг.
В августе 2025 года на чемпионате России в Санкт-Петербурге, Наталья завоевала бронзовую медаль в категории до 59 кг с результатом 187 кг по сумме двоеборья. В отдельных упражнениях также была третьей.

## Основные результаты
| Год  | Соревнования     | Место проведения | Весовая категория | Рывок, кг | Толчок, кг | Сумма, кг | Место |
| ---- | ---------------- | ---------------- | ----------------- | --------- | ---------- | --------- | ----- |
| 2025 | Чемпионат России | Санкт-Петербург  | до 59 кг          | 85        | 102        | 187       | 3     |